# Bikovo
Bikovo (srp. Биково, mađ. Békova, nje. Békovinenstadt) je selo u općini Subotica, u sjevernobačkom okrugu u autonomnoj pokrajini Vojvodini u Srbiji.

## Zemljopisni položaj
Nalazi se na 46° 1' 11"  sjeverne zemljopisne širine i 19° 45' 20"  istočne zemljopisne dužine.

## Gospodarstvo
U Bikovu se nalazi mala športska zračna luka "Ivan Sarić".
Važni čimbenik gospodarskog života bio je subotički Agrokombinat, koji je na Bikovu imao farmu krava (na adresi Bikovo 342).

## Stanovništvo
U Bikovu živi 1824 stanovnika, prema popisu iz 2002.
Selo je etnički mješovito. Relativnu većinu čine Hrvati. Zajedno sa stanovnicima, koji su se izjasnili isključivo kao "Bunjevci", čine većinu u selu.
- Hrvati = 563 (30,87%)
- Srbi = 421 (23,08%)
- Bunjevci = 411 (22,53%)
- Mađari = 259 (14,20%)
- Jugoslaveni = 78 (4,28%)

### Hrvati u Bikovu
Bikovo danas (po stanju od 15. prosinca 2002.) daje 1 elektora u Hrvatsko nacionalno vijeće Republike Srbije.

## Naseljenost kroz povijest
- 1961.: 3.236
- 1971.: 2.786
- 1981.: 2.203
- 1991.: 1.942

## Kultura
- Subotička brazda, natjecanje u oranju po svjetskim standardima[2]

## Znamenitosti
- katolička crkva Uznesenja Blažene Djevice Marije, salašarska crkva, spomenik kulture[3]

## Šport
U Bikovu djeluje nogometni klub, NK Bikovo (službeno FK Bikovo) .

## Poznate osobe
- Roza Lipaić, naivna slikarica[5]
- Jelisaveta Buljovčić Vučetić, hrv. književnica
- Blaženka Rudić, hrv. književnica
- Teza Vilov, naivna umjetnica u tehnici slame

## Vanjske poveznice
- Radio Subotica[neaktivna poveznica] Obnovljen simbol vjere i tradicije na Bikovu – križ krajputaš
- Bikovo  Arhivirana inačica izvorne stranice od 21. svibnja 2007. (Wayback Machine)